# Otomops wroughtoni
Otomops wroughtoni је врста сисара из реда слепих мишева и породице Molossidae.

## Распрострањење
Врста је присутна у Индији и Камбоџи.

## Станиште
Врста Otomops wroughtoni има станиште на копну.

## Угроженост
Подаци о распрострањености ове врсте су недовољни.

### Популациони тренд
Популациони тренд је за ову врсту непознат.